# نیمساز

نیمساز یک زاویه، مکان هندسی نقطه ای در صفحه ی آن زاویه است که فاصلهٔ آن از دو ضلع زاویه برابر باشد.
{\displaystyle HM=KM}

## رسم نیمساز زاویه

ترسیم نیمساز به وسیله ی خطکش و پرگار

از رأس A دایره ای به شعاع دلخواه رسم می‌شود تا دو ضلع این زاویه را قطع کند (مانند پویا نمایی روبرو). سپس از نقطه‌های برخورد دایره به ضلع‌ها، دایره‌هایی همسان به شعاعی (بزرگتر یا مساوی اندازهٔ فاصلهٔ M تا خط c) رسم می‌شود تا یکدیگر را حداقل در یک نقطه قطع کنند. سپس خطی از نقطه یا نقطه‌های برخورد دو دایره، به رأس A کشیده می‌شود.
چرایی: پاره خط MB و MC را رسم می‌کنیم که دو مثلث AMB و AMC به‌وجود می‌آیند. AB و AC دو شعاع دایره هستند، پس با هم برابرند؛ و چون دایره‌های رسم شده در دو ضلعِ رأس A، همسان هستند {\displaystyle MB=MC} (شعاع دو دایره)؛ و {\displaystyle AM=AM} (ضلع مشترک)؛ پس دو مثلث AMC و AMB از رابطهٔ ض‌ض‌ض همنهشت هستند، در نتیجه زاویه {\displaystyle A_{1}=A_{2}}. پس خط d نیمساز زاویه A است.

## منبع
کتاب هندسه سوم دبیرستان